# Hofanlage Niederhörne 31
Die Hofanlage Niederhörne 31 in Elsfleth-Moorriem, Bauerschaft Niederhörne, stammt aus dem 19. Jahrhundert.

Aktuell (2023) wird sie als Wohnhaus genutzt.
Die Gebäude stehen unter Denkmalschutz (siehe auch Liste der Baudenkmale in Elsfleth).

## Geschichte
Neuenbrok bildet den nördlichen Teil der sich über etwa 16 Kilometer erstreckenden Marschhufensiedlung Moorriem, die nach 1062 gegründet wurde und im 14. Jahrhundert die Struktur mit den schmalen, langgestreckten Parzellen erhielt. Westlich der Ortsstraße sind zahlreiche Hofstellen mit Hallenhäusern.
Die sieben Zweiständerhallenhäuser Niederhörne 25, 27, 29, 31, 33 und 35 sowie Birkenstraße 1 stammen aus der Zeit zwischen dem späten 18. Jahrhundert und der Mitte des 19. Jahrhunderts.
Die Hofanlage auf großem baumbestandenen Grundstück besteht aus
- dem eingeschossigen giebelständigen Wohn- und Wirtschaftsgebäude von um 1850 als Zweiständer-Hallenhaus in Fachwerk mit Steinausfachungen im Wirtschaftsgiebel und ansonsten in Backstein, mit reetgedecktem Krüppelwalmdach und Niedersachsengiebeln sowie Grooter Door mit Korbbogen und Wohngiebel in Backstein ersetzt,[2]
- der eingeschossigen giebelständigen linken Scheune von um 1800 in Fachwerk und Ankerbalkenkonstruktion mit Steinausfachungen, teils verbohlt, mit reetgedecktem Walmdach und Querdurchfahrt sowie jüngeren Anbauten[3]
- sowie weiteren nicht denkmalgeschützten Nebenanlagen.

Das Landesdenkmalamt befand: „… geschichtliche Bedeutung … als beispielhafte Hofanlage … .“